# 김동수 (프로게이머)
김동수(金東洙, 1981년 3월 1일 ~ )는 대한민국의 전직 스타크래프트 프로게이머 출신 게임 해설자, 리그 오브 레전드 프로게임단 에일리언 웨어 팀의 감독이다. 종족은 프로토스, 아이디는 GARIMTO였으며 KT 롤스터 (구 KTF 매직엔스) 소속이던 2008년 1월에 공식 은퇴했다.
2000년 기욤 패트리, 임성춘 등과 더불어 프로토스의 대표주자로 활약했으며, 2001년에는 당대 최고의 선수였던 임요환, 홍진호와 한데 묶어 임진수라 불리는 등 한 시대를 풍미했던 스타 플레이어였다.
은퇴 이후엔 곰TV 스타 인비테이셔널과 곰TV 클래식의 해설을 맡았으며, 2008년 7월에 열린 e스타즈 서울 2008에선 아시아 올스타팀 감독을 역임하기도 했다.
나이스게임TV의 리그 오브 레전드 해설로 활동했었으나 실무자사건으로 퇴직.

## 선수 이력

### 스타크래프트

#### 데뷔와 부활
2000년 7월, 첫 진출한 대회였던 프리챌배 온게임넷 스타리그에서 훌륭한 성적으로 우승하며 스타리그 2번째 로열로더로 기록되었다. 그러나, 2000 온게임넷 왕중왕전에서는 3패 2승이라는 기록으로 부진을 겪게 되었다. 2001 한빛소프트배 온게임넷 스타리그예선전에서도 탈락을 맞이했으나, 한빛 스타즈 (현 웅진 스타즈)의 창단 멤버로 활동하던 2001년 6월 2001 코카콜라배 온게임넷 스타리그예선에서 박경태 라는 신예에게 완파 당하며 탈락의 고배를 삼키게 되었다.
그러나 2001년 9월에는 SKY배 온게임넷 스타리그예선에서 보다 나은 승률을 얻어냄과 동시에 부활했다. 2001년 12월 28일 장충 체육관에서 벌어졌던 결승전에서 임요환을 꺾고 두 번째 우승을 차지하였다.

#### 은퇴와 복귀
2003년엔 2002 Panasonic배 온게임넷 스타리그를 마지막으로 선수생활 잠정 은퇴를 선언했다. 이후 게임관련 산업에 종사하던 김동수는 2003년에 출범한 온게임넷 프로리그의 중계진으로 발탁, 1년여간 해설위원으로 활동하였다. 당시 "저 선수 연습 안하나요?", "스타급 센스" 등의 「김동수 어록」은 당시 각종 커뮤니티에서 많은 화제를 낳았다.
병역특례업체 근무로 군복무를 대체한 김동수는 2006년 12월, KTF 매직엔스 (현 KT 롤스터)에 입단하며 현역 프로게이머로 전격 복귀하였다. 그러나 꾸준히 참가한 양대리그 오프라인 예선에서 잇달아 조기 탈락하며 3년의 오랜 공백기간의 벽을 실감해야 했다.
2007년 10월 24일, 김동수는 윤용태와의 프로리그 경기를 통해 1,770일 만의 공식전을 가졌다. 윤용태의 무난한 승리로 끝난 이날 경기는 김동수의 복귀 이후 처음이자 마지막 방송경기였다.

### 이후 근황
2009년 7월 스타크래프트 II 시범 경기 후, 관련 사이트에 스타크래프트 II 게이머로 복귀한다는 기사가 올라오기도 했다.
그러나 본인의 홈페이지에서 기사가 조작임을 밝혔고, 결국 스타크래프트 II 복귀설은 거짓인 것으로 알려졌으나, 2010년 4월 덴마크 e스포츠 프로게임단 MYM과 계약함으로써 사실상 스타크래프트 II 게이머로 복귀함을 선언했지만 그해 10월 MYM과의 계약 해지하였으며, 계속되는 GSL예선 탈락으로 다시 은퇴한 것으로 알려졌다.
김동수는 2011년 한 의류회사에 다니고 있는 것으로 확인이 되었다. 또한 유니폼을 새로 바꾸는 게임단에게 직접 옷을 디자인해서 의류 협찬을 하는 등 여전히 e스포츠 발전에 직접적으로 도움을 주고 있다.
2012년 나이스게임TV의 리그 오브 레전드 해설 및 회사 전반의 마케팅 업무를 맡게 되었다.
2013년 5월 에일리언 웨어 팀의 감독으로 선임되었다.

## 주요 기록

### 스타크래프트
메이저 개인리그 우승 2회
- 2000년 SBS 2000 PKO 월드 게임 페스티벌 준우승 (1:2 강도경)
- 2000년 Game-Q 2차 스타리그 16강
- 2000년 프리챌배 온게임넷 스타리그 우승 (3:0 봉준구)
- 2000년 CCGF 2000 우승 (2:0 한웅렬, 문화부장관상)
- 2000년 온게임넷 왕중왕전 2000 본선
- 2001년 Game-Q 3차 스타리그 16강
- 2001년 천안 사이버게임체전 우승 (2:1 강도경)
- 2001년 GGTV 스타워즈 2001 EP2 준우승 (1:2 임요환)
- 2001년 2001 SKY배 온게임넷 스타리그 우승 (3:2 임요환)
- 2002년 KT배 온게임넷 왕중왕전 2001 3위
- 2002년 GhemTV 1차 스타리그 16강
- 2002년 2002 NATE배 온게임넷 스타리그 16강
- 2002년 2002 SKY배 온게임넷 스타리그 16강
- 2002년 펩시트위스트배 2002 KPGA 3차리그 16강
- 2002년 2002 Panasonic배 온게임넷 스타리그 16강
- 2012년 e스포츠 명예의 전당 헌액